# 手間
| ウィキペディアには「手間」という見出しの百科事典記事はありません（タイトルに「手間」を含むページの一覧/「手間」で始まるページの一覧）。 代わりにウィクショナリーのページ「手間」が役に立つかもしれません。 |